# Mamata Shankar

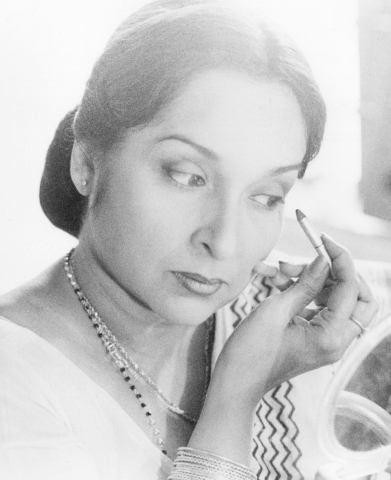
Mamata Shankar (2002)
Foto: Monica Boirar

Mamata Shankar (* 7. Januar 1955 in Kalkutta) ist eine indische Schauspielerin, Tänzerin und Choreografin.

## Leben

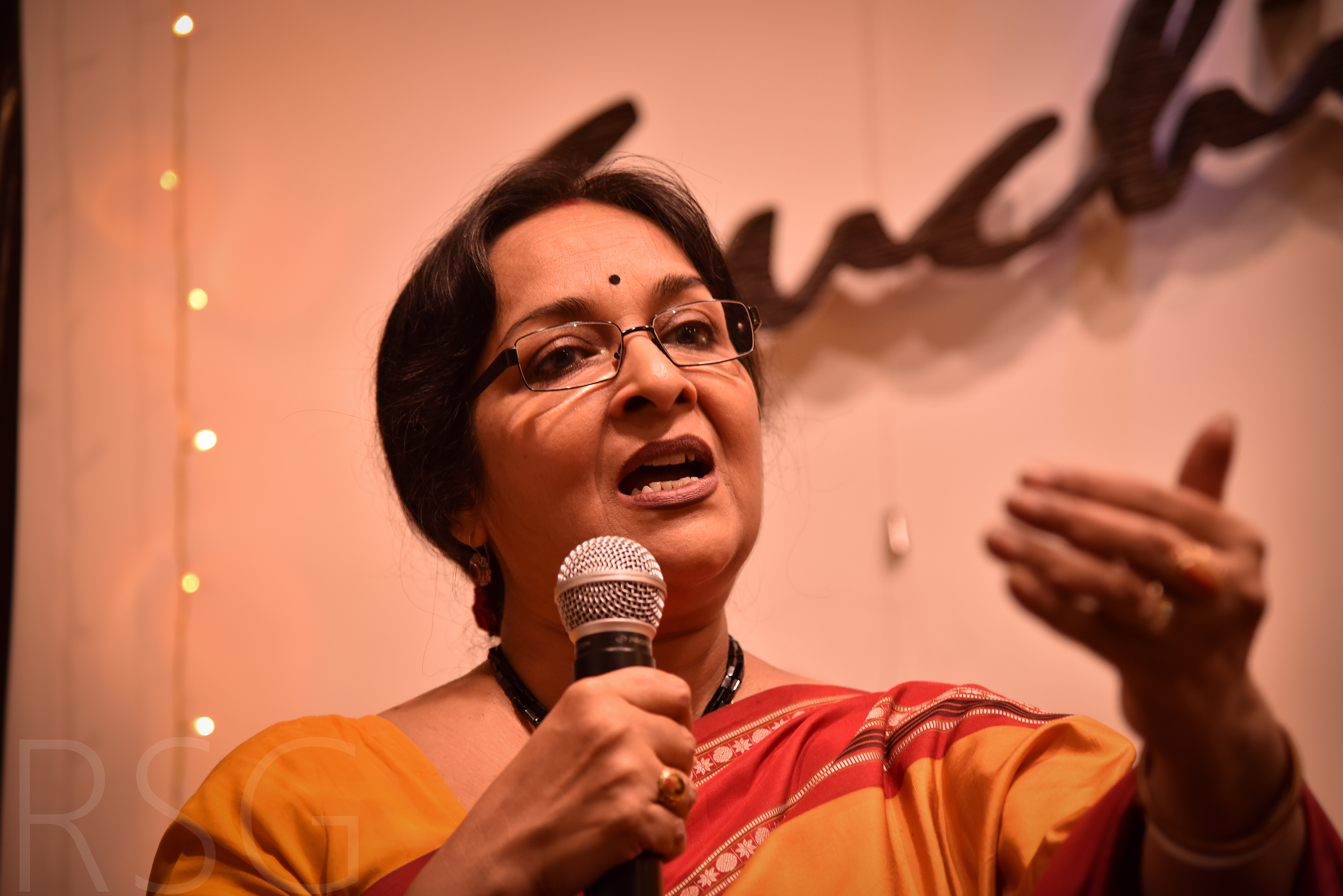
Mamata Shankar bei einer Präsentation des Uday Shankar-Tanzstils (2014), fotografiert von ihrem Sohn Rajit Shankar Ghosh

Geboren als Tochter des  Tänzers Uday Shankar und der Tänzerin Amala Shankar, erhielt sie ihre Ausbildung in Tanz und Choreografie am »Uday Shankar India Culture Centre« ihrer Eltern. Sie ist die Nichte von Pandit Ravi Shankar, die Schwester des Musikers Ananda Shankar, mit Chandrodoy Ghosh verheiratet und Mutter zweier Söhne: Ratul Shankar, geboren 1979 und Rajit Shankar, geboren 1989. Ihr  Filmdebüt gab sie mit Mrigayaa 1976 unter der Regie von Mrinal Sen. Der Spielfilm wurde mit dem National Film Award für den besten Film des Jahres ausgezeichnet. In vielen weiteren Kinofilmen berühmter indischer Regisseure spielte sie tragende Haupt- und Schlüsselrollen, so auch in der TV-Soap-Opera Titir Atithi unter der Regie des bengalischen »Tollywood Star«, des Regisseurs Jishu Dasgupta. 1978 gründete sie ihre eigene Tanzgruppe »Mamata Shankar Ballet Troupe« und ihre Tanzschule »Udayan« im Jahr 1986. Unter dem Namen »Mamata Shankar Dance Company« tritt sie mit ihrer Truppe weltweit mit verschiedenen von ihr choreografierten Eigenproduktionen auf.

## Filmografie
- 1976: Die königliche Jagd (Mrigayaa) – Regie: Mrinal Sen
- 1977: Oka Oori Katha – Regie: Mrinal Sen
- 1978: Balidan – Regie: Prashant Nanda
- 1978: Dooratwa – Regie: Buddhadeb Dasgupta
- 1979: Ein ganz gewöhnlicher Tag (Ek Din Pratidin) – Regie: Mrinal Sen
- 1982: Kharij – Regie: Mrinal Sen
- 1982: Grihajuddha – Regie: Buddhadeb Dasgupta
- 1982: Dakhal – Regie: Goutam Ghose
- 1988: Dhrishtidan – Regie: Bijoy Chatterjee
- 1989: Ganashatru (Ganashatru) – Regie: Satyajit Ray
- 1991: Ein Baum und seine Zweige (Shakha Proshakha) – Regie: Satyajit Ray
- 1991: Agantuk – Der Besucher (Agantuk) – Regie: Satyajit Ray
- 1993: Sunya Theke Suru – Regie: Ashoke Viswanathan
- 1994: Sopan – Regie: Ajay Bannerjee
- 1997: Dahan – Regie: Rituparno Ghosh
- 2000: Utsab – Regie: Rituparno Ghosh
- 2006: The Bong Connection – Regie: Anjan Dutt
- 2006: Samudra Sakshi – Regie: Rituparno Ghosh
- 2007: Ballyganj Court – Regie: Pinaki Chowdhury
- 2010: Abohoman – Regie: Rituparno Ghosh
- 2011: Jaani Dyakha Hawbe – Regie: Anjan Dutt
- 2011: Ranjana Ami Ar Ashbona
- 2014: Jaatishwar
- 2015: Agantuker Pore
- 2016: Pink
- 2017: Maacher Jhol
- 2018: Flat No 609
- 2019: Shah Jahan Regency
- 2019: Shesher Golpo
- 2021: Antardhaan
- 2022: Bhotbhoti
- 2022 Bijoyar Pore
- 2022: Projapoti

## Tanzproduktionen
- Chandalika – nach Gedichten von Rabindranath Tagore
- Horikhela
- Aajker Ekalabya
- Milap
- Shikar
- Vasantotsav
- Prakriti
- Kalmrigaya & Mother Earth
- Amritasya Putra

## Auszeichnungen
- 1984: Filmfare Award (als beste Schauspielerin in Dakhal)
- 1992: National Film Award Special Jury Award für Agantuk
- 2000: BFJA Award-Best Supporting Actress Award für Utsab